# Robertson megye (Texas)
Robertson megye az Amerikai Egyesült Államokban, azon belül Texas államban található. Megyeszékhelye Franklin, legnagyobb városa Hearne. Lakosainak száma 16 757 fő (2020. április 1.). Robertson megye Leon, Burleson, Limestone, Brazos, Milam, Falls és Madison megyékkel határos.

## Népesség
A megye népességének változása:
| Lakosok száma | 16 592 | 16 694 | 16 493 | 16 486 | 16 659 | 16 757 |
|               | 2010   | 2011   | 2012   | 2013   | 2015   | 2020   |